# Jogamatka

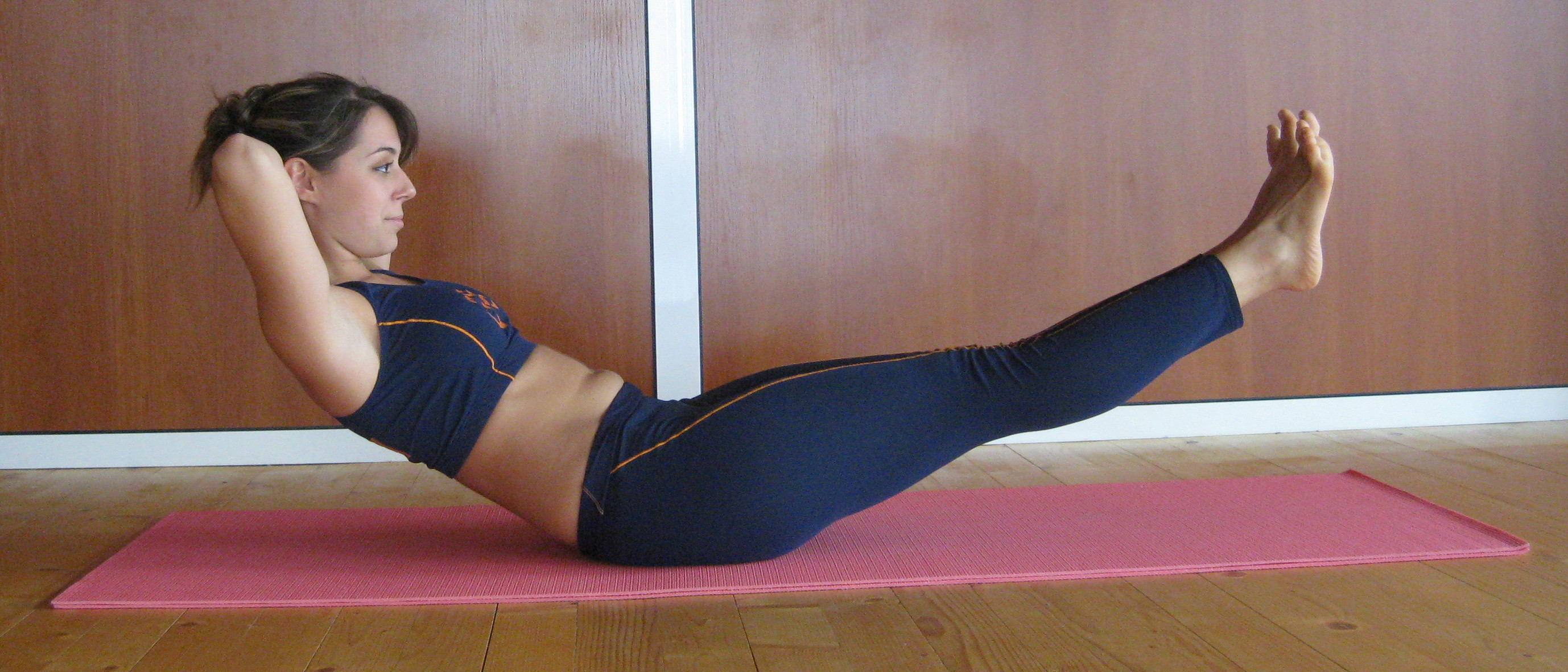
Navásana na jogamatce

Jogamatky jsou speciální podložky hatha jógy pro prevenci před uklouznutím během ásan.

## Historie
Starobylá cvičení jógy v Indii byla původně prováděna na trávě nebo na tvrdé zemi bez jakéhokoliv pokrytí nebo na koberci, či jelení nebo tygří kůži. Dnes[kdy?] se užívají jen zřídka.
Jogamatky přišly až se cvičením na Západě.[zdroj⁠?!]

## Typy

### Rozměry
Jogamatky mají rozměry asi 182 cm a 60 cm šířky, v tloušťkách od 2 do 7 mm. 